# One Australia Challenge
One Australia Challenge è stato un sindacato che gareggiò nelle regate per l'America's Cup 1995. L'imbarcazione arrivò alla finale della Louis Vuitton Cup 1995 e perse contro Team New Zealand per 5-1.

## Storia
Gli australiani partirono carichi di speranze per la Louis Vuitton Cup 1995 ma durante il Round Robin 4 il 7 marzo 1995 accadde l'inimmaginabile. Durante la seconda bolina contro i neozelandesi di Team New Zealand con un'onda di 1,5 metri e un vento di 20 nodi, One Australia si spezzò in due all'altezza dei winch primari. Ci furono fasi concitate a bordo. Il timoniere Rod Davis esclamò: "Credo che stiamo per affondare", lo skipper John Edwin Bertrand fece appena in tempo ad avvisare i due uomini che lavoravano sotto coperta mentre nel frattempo l'equipaggio iniziava a tuffarsi in mare per essere recuperati dai soccorsi.
La barca affondò in 1 minuto e 40 secondi. Venne stabilito che le 19 tonnellate di AUS 35 affondarono a 150 metri di profondità ad una velocità di 12 nodi: un impatto tale da danneggiare irreparabilmente l'imbarcazione. La barca giace ancora nelle acque di fronte a San Diego in memoria della prima imbarcazione ad essere affondata in un match di America's Cup.
Le immagini in diretta tv fecero il giro del mondo e destarono parecchio stupore nella gente.
One Australia Challenge continuò la Louis Vuitton Cup con l'altra imbarcazione AUS 31 che era ritenuta meno veloce di AUS 35 e in finale contro i neozelandesi timonati da Russell Coutts vennero pesantemente sconfitti per 5-1. Complessivamente AUS 31 fece nove regate perdendone 5 e vincendone 2.